# Água Revés e Crasto
Água Revés e Crasto es una freguesia portuguesa del concelho de Valpaços, con 20,10 km² de superficie y 415 habitantes (2001). Su densidad de población es de 20,6 hab/km².